# Comparateur de prix de carburant
Un comparateur de prix de carburant est un site Web comparant les prix des carburants de différentes stations-service. Plusieurs de ces sites Web permettent aux internautes qui s’y inscrivent de mettre à jour les prix en échange de points qu’ils peuvent accumuler. Leur score total s’affiche ainsi à côté de leur nom d’utilisateur. Dans certains cas, ces points peuvent être transformés en récompenses telles que des bons de réductions sur des produits comme les véhicules électriques ou les carburants.
Le principal avantage de ces sites Web est qu’ils permettent aux internautes de trouver facilement les prix des carburants les moins chers de leur entourage qui peuvent avoir une différence non négligeable. En plus de donner la liste des prix des stations essence, certains de ces sites Web montrent le prix moyen des carburants du pays et peuvent dire si les prix sont à la hausse, à la baisse ou restent stables. Certains de ces sites proposent également des forums permettant à leurs lecteurs de discuter entre eux sur des sujets comme les prix des carburants et des techniques permettant d’économiser de l’argent. D’autres sites proposent même aux internautes inscrits de consulter les prix depuis leurs téléphones portables.

## Site gouvernemental d'informations sur les prix des carburants
En France, le MINEFI a mis en place le site www.prix-carburants.gouv.fr permettant aux internautes de rechercher le prix des stations-services par ville, alimenté obligatoirement et gratuitement par les propriétaires de toute station-service française.
Depuis 2009, la reprise des informations du site gouvernemental est soumise à l'obtention d'une licence payante de 38 500 euros par an, même pour une rediffusion à titre gratuit. La reprise de ces informations sous une forme exploitable en situation de mobilité a ainsi été limitée à des solutions payantes. Les sites gratuits qui reformataient ces informations pour les automobilistes en mobilité (adaptation aux écrans de téléphone portable, intégration aux coordonnées GPS) ont dû arrêter de proposer ces services. 
D'autre part, les données réutilisables n'incluent plus le nom des stations, empêchant la comparaison entre les grandes enseignes.